# Kulturåret 1771

## Händelser
- okänt datum – Den franska truppen, Sällskapet Du Londel, avskedas från Stora Bollhuset i Stockholm av kung Gustav III.[1]
- okänt datum – Martin Nürenbach öppnar den första teatern i Oslo.
- okänt datum – Marguerite Morel lämnar Sverige.

## Födda
- 17 januari – Charles Brockden Brown (död 1810), amerikansk författare, kritiker, essäist och redaktör.
- 23 januari – Elisabeth Forsselius (död 1850), svensk operasångare och skådespelare.
- 16 mars – Antoine-Jean Gros (död 1835), fransk målare.
- 24 april – Claes Adolph Fleming (död 1831), svensk greve, jurist och ledamot av Svenska Akademien.
- 3 augusti – Anders Carlsson af Kullberg (död 1851), svensk biskop och ledamot av Svenska Akademien.
- 15 augusti – Walter Scott (död 1832), skotsk författare.
- 26 september – Per Nordquist (död 1805), svensk konstnär.
- 23 december – John Hall d.y. (död 1832), svensk affärsman och tecknare.
- 25 december – Dorothy Wordsworth (död 1855), brittisk författare.
- okänt datum – Alojzy Feliński (död 1820), polsk skald och pedagog.
- okänt datum – Margareta Sofia Lagerqvist (död 1800), svensk skådespelare.
- okänt datum – Ulrika Lovisa Strömberg (död 1836), finlandsk-svensk konstnär.
- okänt datum – Marie Antoinette Petersén (död 1855), ledamot i Musikaliska Akademien.
- okänt datum – Katarina Erlandsdotter (död 1848), svensk bonadsmålare.

## Avlidna
- 11 januari – Jean-Baptiste de Boyer, Markis d’Argens (född 1704), fransk författare.
- 30 juli – Thomas Gray (född 1716), engelsk poet och historiker.
- 13 augusti – Peter Callinberg (födelseår okänt), svensk silversmed.